# 爪切り事件
爪切り事件（つめきりじけん）とは、2007年6月に福岡県北九州市の北九州八幡東病院の看護師が同病院に入院中の患者の爪を剥がしたと誤認され傷害罪で逮捕された事件。控訴審で正当な看護行為であったと認められ無罪判決となった。

## 概要
2007年6月25日、北九州八幡東病院で看護師の内部告発により、看護師が認知症の高齢者の爪を剥いだとし、「意思疎通が困難な患者に対し、家族、医師、同僚に知らせずに出血を伴う行為をすることは医療倫理に反する」とし、高齢者虐待が疑われる事案と発表した。
2007年7月2日、福岡県警察は看護師を傷害容疑で逮捕。同日、八幡東病院は看護師を懲戒解雇処分とした。
2007年7月23日、福岡地検小倉支部は入院中の89歳女性と70歳女性の計2人の足の爪計3枚を深く切り、出血を伴う約10日の怪我をさせたとして看護師を傷害罪で起訴した。北九州市の第三者機関・尊厳擁護専門委員会が看護師による爪切りを虐待認定した。

## 裁判

### 刑事裁判
2009年3月30日、福岡地裁小倉支部（田口直樹裁判長）は、出血を生じても看護行為ならば傷害罪にはならないとしながらも、当初は医師や上司や患者家族に対して自分の関与を否定する虚偽の説明をしていたことや「爪切り自体に楽しみを覚えていた」などと書かれていた供述調書を採用して、動機に問題があったとして懲役6月、執行猶予3年の有罪判決を言い渡した。
2009年8月31日、福岡高裁（陶山博生裁判長）で控訴審初公判が開かれ、検察側は控訴棄却を求め、弁護側は「必要なつめ切りを適切に行った。正当な業務行為で無罪だ」と改めて主張した。
2010年9月16日、福岡高裁（陶山博生裁判長）で控訴審判決公判が開かれ「つめ切りは看護目的から逸脱しておらず、正当な業務行為」として一審・福岡地裁小倉支部の判決を破棄して無罪判決を言い渡した。
判決で、供述調書の信用性について、被告人の供述が関係証拠にそぐわない内容になっていることから「被告人の真意を反映せず、捜査官の意図する内容になるように押し付けられ、あるいは誘導された疑いが残る」として供述調書の信用性は低いと判断した。
また、被告人の看護行為が正当業務行為にあたるかについては、爪床から微小な出血が生じたり、アルコールを含んだ綿花を応急処置として当てたまま放置したり、医師や患者家族に対して虚偽の説明をしたことなど一部の行為に不適切な対応があると認定した。
しかし、それらを踏まえても被告人の看護行為は概ね適切な対応で、出血などに関しても被告人の想定外の事態から生じたものであることから「看護行為として必要性があり、手段や方法も相当といえる範囲を逸脱するものとはいえず、正当業務行為として違法性が阻却されるべき」として傷害罪の成立を認めた一審の判決には事実誤認があると結論付けた。
この判決に対し、福岡高検は「判決を検討したが、適切な上告理由を見いだすことは困難と判断した」として上告を断念したため、上告期限を迎えた10月1日午前0時をもって無罪判決が確定した。

### 民事裁判
地位確認訴訟
2010年10月6日、福岡地裁小倉支部（岡田健裁判長）は和解協議を原告、病院側双方に打診した。原告、病院側双方は「持ち帰って検討する」と回答したため、改めて協議を行う方針を固めた。
2011年11月18日、福岡地裁小倉支部（岡田健裁判長）で北九州八幡東病院が解雇を撤回することを条件に原告側と病院側双方で和解が成立した。

## 刑事補償請求
2010年12月7日、看護師は刑事補償法に基づき、2007年7月から2010年10月まで身柄を拘束された102日間の刑事補償として127万5000円を福岡高裁に請求した。

## 判決確定後
日本看護協会は控訴審判決で医師との連携の不十分さや患者家族に対する説明の不適切さを指摘されたことを受けて、以下の3点を課題として改善に取り組むと発表した。
1.関係者とのケアの共有

2.専門的なケアの説明や同意、効果の確認の仕方

3.入院診療計画書の再検討
2011年8月26日、北九州市は第三者機関「尊厳擁護分科会」（当時は尊厳擁護専門委員会）が2007年に看護師の行為を「虐待」とした認定を取り消すと発表した。